# Ashes (Christian Death)
Ashes è il terzo album del gruppo musicale statunitense goth rock Christian Death, pubblicato dalla etichetta discografica indipendente francese L'Invitation Au Suicide nel 1985.
L'album è stato ristampato nel 1999, e nel 2009 con alcune bonus track aggiuntive.

## Tracce

### Album originale
1. Ashes (Valor Kand, Rozz Williams) - 7:14
2. Ashes, Pt. 2 (Kand, Williams) - 2:25
3. When I Was Bed - (8:06
4. Lament (Over the Shadows) (H. Reumschüssel, Westfall, Williams) - 2:54
5. Face (Kand, Williams) - 3:54
6. The Luxury of Tears (Kand, Williams) - 6:57
7. Of the Wound (Kand, Williams) - 5:03
8. [traccia nascosta] - (3:24)
9. [traccia nascosta] - (2:45)

### Ristampa 2009
1. Ashes
2. Ashes, Pt. 2
3. When I Was Bed
4. Lament (Over the Shadows)
5. Face
6. The Luxury of Tears
7. Before the Rain
8. Of the Wound

## Formazione
- Rozz Williams - voce
- Valor Kand - chitarra, violoncello
- Randy Wilde - basso
- Gitane Demone - tastiere, cori
- David Glass - batteria